# Assassin's Creed: Origins
Assassin's Creed: Origins è un videogioco sviluppato presso Ubisoft Montréal e pubblicato da Ubisoft. È il decimo capitolo ufficiale della serie Assassin's Creed, sequel di Assassin's Creed: Syndicate del 2015.
È disponibile per Xbox One, PlayStation 4 e Microsoft Windows dal 27 ottobre 2017. Il gioco, presentato l'11 giugno 2017 all'E3 di Los Angeles, segna una svolta nel franchise rispetto ai suoi predecessori, poiché si tratta del primo RPG della serie, consentendo al giocatore di potenziare armi e personaggio per farli aumentare di livello. Inoltre, tra le novità, ci sono da segnalare un rinnovato sistema di combattimento e la possibilità di utilizzare un'aquila, Senu, per trovare gli obiettivi sulla mappa.
Ottimamente accolto dalla critica e nominato per diversi riconoscimenti, Origins è stato anche un successo commerciale, vendendo oltre dieci milioni di copie in tutto il mondo.

## Trama
Nel presente, Layla Hassan, ricercatrice dell'Abstergo, ha messo a punto una versione modificata dell'Animus, che consente a chi la usa di non necessitare dello stesso corredo genetico del soggetto di cui rivive i ricordi; contravvenendo agli ordini di Sophia Rikkin, la donna si reca in Egitto dove, invece di rintracciare un artefatto della Prima Civilizzazione, localizza la tomba di due Assassini e, coadiuvata in remoto dall'amica e collega Deanna, sperimenta il macchinario, rivivendo le loro memorie.
La donna scopre così la storia di Bayek di Siwa e sua moglie Aya, due coniugi egiziani, entrambi guerrieri, vissuti nel I secolo a.C. Bayek, uno degli ultimi medjay rimasti, protegge la prospera oasi di Siwa; un giorno, nel 49 a.C., lui e suo figlio Khemu vengono rapiti da un gruppo di cinque uomini mascherati, che cercano di costringere l'uomo ad aprire una cripta segreta, nascosta sotto il tempio di Amon a Siwa. Al rifiuto di Bayek segue una colluttazione, durante la quale il piccolo Khemu viene ucciso. Bayek ed Aya giurano vendetta contro i misteriosi uomini e si separano per cercarli ed eliminarli.
Un anno dopo, Bayek è riuscito a rintracciare e uccidere un membro del gruppo dei mascherati, Rudjek, conosciuto come l'Airone; tornato a Siwa, scopre che il sacerdote del tempio Medunamun è, in realtà, un altro adepto, l'Ibis. Dopo averlo assassinato, Bayek si reca ad Alessandria, dove ritrova sua moglie Aya, la quale si è alleata con Cleopatra e, grazie al suo supporto, ha rintracciato e ucciso altri due membri del gruppo, l'Avvoltoio e l'Ariete. Rimane un unico membro in vita, conosciuto come il Serpente; i due riescono a scoprirne l'identità segreta: si tratta di Eudoro, uno scriba greco. Bayek lo rintraccia nelle terme di Alessandria e lo uccide con un'arma consegnatagli da Aya, la prima lama celata, al costo del suo anulare, che viene amputato durante la colluttazione (da qui il rito di tagliarsi l'anulare, come farà Altaïr, per usare la lama). Prima di morire, tuttavia, Eudoro instilla in Bayek il dubbio di non essere l'ultimo membro del gruppo degli uomini misteriosi. 
Bayek incontra così Cleopatra, la quale gli rivela che, effettivamente, Eudoro aveva come nome di battaglia: l'Ippopotamo; il Serpente è, in realtà, il nome collettivo di una società segreta conosciuta come L'Ordine degli Antichi, i cui membri hanno preso possesso dell'intero Egitto e l'hanno spodestata utilizzando il nuovo faraone, suo fratello Tolomeo XIII, come burattino per i propri malvagi scopi. I cinque uomini uccisi da Bayek ed Aya erano, in realtà, gli adepti di rango più basso, mentre altri quattro di stirpe più elevata controllano altrettante zone del Regno, tenendo in scacco la popolazione con metodi brutali e terrificanti. Bayek accetta dunque di diventare il medjay di Cleopatra e viaggia attraverso tutto l'Egitto, aiutando il popolo oppresso e ottenendo informazioni sull'identità dei quattro adepti, conosciuti come lo Scarabeo, la Iena, il Coccodrillo e la Lucertola. Il guerriero riuscirà a individuarli e assassinarli tutti, liberando di volta in volta le regioni che essi controllavano. Aya, nel frattempo, si reca in Grecia per convincere Gneo Pompeo Magno ad allearsi con Cleopatra.
In seguito, Bayek e Aya ricevono la notizia che nessuno di coloro che hanno ucciso è stato, in realtà, colpevole della morte di Khemu: ci sono, infatti, altri membri dell'Ordine, di grado ancora superiore, infiltrati nelle file della guardia personale di Tolomeo: lo Scorpione e lo Sciacallo. Bayek scopre che quest'ultimo è, in realtà, Lucio Settimio, capo dei Gabiniani, ma non riesce a impedirgli di uccidere Pompeo. Non avendo più alleati, Cleopatra decide di incontrarsi direttamente con Giulio Cesare e, con l'aiuto di Bayek ed Aya, riesce a introdursi furtivamente nella sua corte avvolta in un tappeto. Cesare, sedotto da Cleopatra, diventa suo alleato e volta le spalle a Tolomeo: scoppia così la guerra civile alessandrina. Durante gli scontri, Bayek ed Aya aiutano attivamente Cesare e Cleopatra; il medjay riesce a rintracciare lo Scorpione, sotto la cui maschera si nasconde il consigliere Potino, sventa i suoi piani e lo uccide. Tuttavia, Cesare gli impedisce di assassinare anche Settimio. Aya, invece, rinuncia ad uccidere Tolomeo che, tuttavia, muore divorato da un coccodrillo mentre tenta di scappare navigando sul Nilo.
Una volta terminata la guerra, Cleopatra riprende il trono e diventa il nuovo faraone d'Egitto; tuttavia, lei e Cesare, ora legati anche sentimentalmente, tagliano i rapporti con Bayek ed Aya e prendono Settimio come loro consigliere. Ciò fa capire ai due che i sovrani si sono a loro volta alleati con gli Antichi. I due medjay decidono quindi di reclutare le persone che hanno aiutato durante le loro missioni per formare la Confraternita degli Occulti, un nuovo Ordine che difenda il popolo e il suo libero arbitrio. Bayek, intanto, si rende conto che l'Ordine degli Antichi aveva messo gli occhi sulla tomba di Alessandro Magno e insieme ad Aya vi si reca, ma solo per trovare Apollodoro ferito a morte, ucciso dal luogotenente di Cesare, Flavio. Questi è, in realtà, il Leone, capo dell'Ordine degli Antichi e colpevole materiale della morte di Khemu. Flavio si è impossessato dello Scettro e del Globo contenuti nella tomba, in realtà artefatti della Prima Civilizzazione; grazie ad essi, riesce a penetrare nella cripta di Siwa e a capirne i segreti. Bayek e Aya vi si recano, ma troppo tardi: Flavio ha massacrato tutti i medjay che la difendevano. 
Bayek, ufficialmente rimasto l'ultimo medjay ancora in vita, si reca allora a Cirene, dove finalmente riesce ad affrontare Flavio, reso più forte dai poteri della Mela dell'Eden, e lo sconfigge, vendicando definitivamente la morte di Khemu e di tutte le persone uccise dall'Ordine. Il medjay torna da Aya che, nel frattempo, si è alleata con Marco Giunio Bruto e Gaio Cassio Longino per sconfiggere Cesare. Alla partenza della donna per Roma, i due coniugi capiscono che il loro amore è stato sacrificato in nome della missione degli Occulti. I due si dicono addio, giurando però di ritrovarsi nella morte e di continuare a proteggere il mondo dalla malvagità. Bayek lascia cadere un amuleto appartenuto a Khemu, il teschio di un'aquila, che imprime nella sabbia, un disegno che diventerà poi il simbolo degli Assassini, lasciando intendere che gli Occulti siano gli antenati di quest'Ordine.
Aya si reca a Roma, dove affronta Settimio e poi assassina Cesare; successivamente, si recherà da Cleopatra per ucciderla, ma vedendo il piccolo Cesarione, si impietosisce e la risparmia, ammonendola però di essere una buona sovrana, altrimenti tornerà per finire il lavoro. Aya cambia nome in Amunet e si stabilisce a Roma, dove fonda una sezione degli Occulti; anche Bayek, in Egitto, continua la sua missione, reclutando nuovi adepti e difendendo gli oppressi.
Nel presente, Layla viene rintracciata e attaccata dai membri dell'Abstergo, che hanno notato la sua assenza; grazie alle abilità ottenute con l'effetto osmosi, Layla è in grado di difendersi, ma Deanna viene catturata e uccisa. Layla giura vendetta e rientra nell'Animus, decisa a portare a termine la sua missione; al termine dell'impresa, viene raggiunta da William Miles, padre di Desmond, che le offre protezione in cambio di aiuto agli Assassini. Layla accetta di collaborare, ma non di entrare a far parte dell'Ordine e i due partono insieme per Alessandria.

### La maledizione dei faraoni
Due anni dopo i fatti narrati nella campagna principale, Bayek sente alcune voci circa una maledizione che sta affliggendo Tebe: la città sarebbe infestata dagli spiriti di alcuni faraoni morti secoli prima, che appaiono all'improvviso nella città per uccidere gli innocenti. Il medjay si reca nell'antica capitale, dove prende contatti con Isidora, sacerdotessa di Amon nel tempio di Karnak: scopre così che le apparizioni sono collegate all'Aton, il disco solare adorato dai cosiddetti faraoni eretici che, in realtà, è una reliquia della Prima Civilizzazione in grado di riportare in vita i morti. Bayek decide di indagare e si reca nella Valle dei Re, dove scopre di poter accedere tramite dei portali magici alla Duat: qui potrà visitare l'oltretomba dove riposano Nefertiti, Akhenaton e Ramses II, allo scopo di compiere i rituali atti a dare pace alle loro anime e liberare così la città dai loro spiriti. Intanto, Bayek scopre che il furto della reliquia è avvenuto per mano della stessa Isidora, che desiderava usarla per punire i razziatori di tombe che anni prima avevano ucciso sua madre. Il medjay riesce a rintracciarla proprio mentre sta evocando lo spirito di Tutankhamon, del quale è riuscita a ritrovare la tomba perduta: Bayek affronta prima il faraone e poi uccide la sacerdotessa, riportando la pace a Tebe.

### Gli Occulti
Quattro anni dopo gli eventi narrati nella campagna principale, l'Ordine degli Occulti è ormai una realtà consolidata in Egitto. Bayek, divenuto mentore della confraternita, viene chiamato dagli adepti della penisola del Sinai, dove il comandante romano Rufio (capo attuale dell'Ordine degli Antichi) sta seminando il terrore. Il medjay, aiutato dal capo dei ribelli Gamilat, esplora la regione e uccide i tre luogotenenti di Rufio, scoprendo al contempo alcuni importanti segreti e reclutando nuove leve per la confraternita. Dopo aver assassinato i tre sottoposti, Bayek torna al rifugio degli Occulti per pianificare la morte di Rufio, ma il luogo viene attaccato dai romani: Tahira, una dei primi adepti della confraternita, viene uccisa e Bayek crocefisso. L'uomo viene però salvato da Amunet, la quale lo aiuta a raggiungere il luogo ove si nasconde Rufio; lungo la via, i due riflettono sul fatto che ci sia un traditore che abbia rivelato ai romani il nascondiglio degli Occulti: inoltre, si imbattono in un villaggio attaccato e incendiato dai romani, apparentemente senza motivo. Bayek riesce infine a raggiungere e uccidere Rufio, ma al ritorno Amunet gli rivela che il traditore è Gamilat: questi conduce un doppio gioco, spingendo i romani ad attaccare i villaggi e, al tempo stesso, fomentando l'odio contro di loro da parte dei nabatei, che lo vedono sempre più come un dio e come capo della rivolta. Bayek e Amunet non vogliono che questi valori si sovrappongano a quelli sotto i quali la confraternita è nata, così decidono di eliminare Gamilat: dopo una lunga ed estenuante battaglia, Bayek riesce a ucciderlo. In punto di morte, l'uomo comprende il suo grave errore, si redime e spinge Bayek a proseguire la missione degli Occulti. Gli Occulti sono decimati, ma Bayek, sconvolto da quanto successo a Gamilat, decide di ricostituirlo e di raggiungere, attraverso Petra, i territori della Giudea, ove la confraternita si ricostituirà sotto i nuovi ideali di ordine e disciplina. Amunet farà lo stesso a Roma, dove il potere è ora in mano al nuovo capo degli Antichi; i due si dicono nuovamente un sofferto addio.

## Modalità di gioco
Inizialmente conosciuto con il titolo di lavorazione di Assassin's Creed: Empire o Osiris, Assassin's Creed Origins è un action RPG stealth con una prospettiva in terza persona. I giocatori completano missioni — scenari lineari con obiettivi prefissati — per progredire attraverso la storia, guadagnare punti esperienza e acquisire nuove competenze. Al di fuori delle missioni i giocatori possono vagare liberamente l'ambiente open world a piedi, a cavallo, in cammello o in barca per esplorare luoghi, completare missioni secondarie facoltative e sbloccare armi ed equipaggiamento. A differenza dei precedenti giochi della serie non ci sono molte strutture alte per arrampicarsi e sbloccare aree della mappa. La modalità "visione dell'aquila", che permetteva ai giocatori di esplorare una zona mettendo in evidenza i nemici e gli oggetti, viene sostituita da un'aquila come un compagno. I giocatori possono anche domare vari predatori che serviranno come alleati e li assistono contro i nemici. Il gioco vede anche il combattimento navale, l'esplorazione subacquea e il ritorno delle tombe, simili a quelle degli Assassini presenti in Assassin's Creed II.
Origins introduce un sistema di combattimento basato su arena dove il giocatore combatte ondate di nemici con combinazioni sempre più difficili che culmina in una boss fight. Mentre l'introduzione dell'arena è inserita nella storia principale, la modalità arena è a sé stante dalla narrazione più ampia. Il mondo di gioco è caratterizzato da varie arene, con una varietà di nemici e boss unici non presenti nel gioco. I giocatori sono in grado di sbloccare armi ed equipaggiamento aggiuntivi completando i combattimenti nell'arena.

## Personaggi
- Bayek di Siwa: protagonista del gioco, è l'ultimo dei Medjay, un vecchio ordine egiziano nubiano divenuto obsoleto sotto il dominio dei Tolomei. Proveniente dalla città di Siwa, dove era considerato un eroe locale, è marito di Aya e padre di Khemu. Dopo che quest'ultimo viene rapito dall'Ordine degli Antichi e, in seguito, ucciso, il Medjay e Aya iniziano una caccia contro coloro che hanno preso parte all'omicidio del figlio. Bayek è inoltre il fondatore degli Occulti, che si evolveranno nell'Ordine degli Assassini.
- Aya/Amunet: moglie di Bayek e madre di Khemu, è uno dei personaggi principali del gioco. Quando il figlio Khemu viene ucciso dall'Ordine degli Antichi, lei e Bayek iniziano a dare la caccia a tutti i membri della setta per vendicarsi.
- Hepzefa: migliore amico di Bayek, è stato il medjay di Siwa durante l'assenza di quest'ultimo, tra il 49 e il 48 a.C. I due amici si sono ritrovati quando Bayek è tornato a Siwa per uccidere Medunamun. Successivamente, quando Bayek è ripartito Hepzefa ha continuato a proteggere la città. È stato ucciso da Flavio e Settimio nel 47 a.C.
- Layla Hassan: ex impiegata dell'Abstergo Industries, con l'amica Deanna Geary si reca in Egitto per cercare reperti nella tomba di Bayek e Aya. Con le sue conoscenze è riuscita a creare un Animus in grado di rivivere i ricordi di persone (non legate da alcun tipo di parentela) vissute secoli prima solamente prelevando un pezzo del loro DNA.
- Cleopatra: ultima regina del regno tolemaico d'Egitto. Cleopatra comunque non fu mai di fatto l'unica sovrana dell'Egitto, avendo regnato insieme al padre, al fratello, al fratello-marito e al figlio.
- Gaio Giulio Cesare: generale, console e dittatore romano, dopo aver conquistato la Gallia e vinto la guerra civile, accumulò le cariche politiche, diventando poi dittatore perpetuo, e per questo ritenuto da alcuni degli storici a lui contemporanei il primo imperatore di Roma. Nel 48 a.C. si reca in Egitto dove aiuta Cleopatra a salire sul trono con l'aiuto di Bayek e Aya.
- Tolomeo XIII: faraone d'Egitto, nonché ultimo della dinastia tolemaica insieme a sua sorella Cleopatra.
- Apollodoro Siciliano: leale seguace e amico della regina Cleopatra, si allea con Bayek e Aya per sconfiggere l'Ordine degli Antichi.
- Medunamun: noto con il soprannome L'Ibis, è un falso oracolo di Siwa e un membro dell'Ordine degli Antichi, vissuto durante il regno di Cleopatra.
- Eudoro': noto con il soprannome L'Ippopotamo, è lo scriba greco della città di Alessandria e segretamente membro dell'Ordine degli Antichi. È un uomo molto raffinato e amante della vita agiata.
- Taharqa: noto con il soprannome Lo Scarabeo, è segretamente un membro dell'Ordine degli Antichi e un architetto molto famoso con il compito di ricostruire la città di Letopoli.
- Khaliset: nota con il soprannome La Iena, è un membro dell'Ordine degli Antichi. È una donna che governa la regione di Giza con le sue iene ammaestrate da lei e che lei stessa controlla.
- Hetepi: noto con il soprannome La Lucertola, è un membro dell'Ordine degli Antichi. Sacerdote di Anubi a Menfi, indossa sempre una maschera di Anubi.
- Rudjek: noto con il soprannome L'Airone, è un membro dell'Ordine degli Antichi. Ha una guardia del corpo di nome Hypatos e un'amante di nome Suphia.
- Berenice: nota con il soprannome de Il Coccodrillo, è un membro dell'Ordine degli Antichi. Diplomatica e grande stratega, è la principale finanziatrice dell'arena dei gladiatori di Crocodilopoli.
- Lucio Settimio: noto con il soprannome Lo Sciacallo, è un membro dell'Ordine degli Antichi. È un romano gabiniano al servizio del faraone Tolomeo XIII.
- Flavius Metellus: noto con il soprannome Il Leone, è un comandante romano della regione della Cirenaica in Egitto e, segretamente, leader dell'Ordine degli Antichi.

## Doppiaggio
Di seguito sono riportati i doppiatori che hanno prestato la voce ai principali personaggi del videogioco:
| Nome personaggio | Doppiatore originale | Doppiatore italiano |
| ---------------- | -------------------- | ------------------- |
| Bayek di Siwa    | Abubakar Salim       | Ruggero Andreozzi   |
| Aya              | Alix Wilton Regan    | Chiara Francese     |
| Layla Hassan     | Chantel Riley        | Debora Magnaghi     |
| Apollodoro       | Gerald Kyd           | Marco Balzarotti    |
| Cleopatra        | Zora Bishop          | Katia Sorrentino    |
| Taharqa          | Tristan D. Lalla     | Marco Pagani        |
| Tolomeo XIII     | Jamie Mayers         | Omar Vitelli        |
| Pompeo Magno     | Vincent Leclerc      | Luca Ghignone       |
| Kensa            | Nicole Stamp         |                     |
| Flavio           | Julian Casey         | Valerio Amoruso     |
| Berenice         | Colette Stevenson    | Maddalena Vadacca   |
| Felice Marziale  | Shawn Baichoo        |                     |
| Cassio           | James Barriscale     | Luca Graziani       |
| Hetepi           | David Collins        | Vittorio Bestoso    |
| Lucio Settimio   | Jonny Glynn          | Pino Pirovano       |
| Potino           | Gerry Mendicino      | Cesare Rasini       |
| Hotephres        | Carlo Mestroni       | Davide Bardi        |
| Giulio Cesare    | Michael Nardone      | Mimmo Straiti       |
| Rudjek           | Kwasi Songui         | Vittorio Bestoso    |
| Eudoro           | Vlasta Vrána         | Bruno Slaviero      |
| Khaliset         | Mouna Traoré         | Tania De Domenico   |
| Khemu            | Xhanti Mbonzongwana  | Patrizia Scianca    |
| Medunamun        |                      | Mario Scarabelli    |
| William Miles    | John de Lancie       | Natale Ciravolo     |

Voci aggiuntive: Donatella Fanfani, Silvana Fantini, Antonello Governale

## Ambientazione
Il gioco è ambientato nell'Egitto tolemaico, perlopiù durante gli anni della guerra civile tra Pompeo e Cesare, e racconta la storia immaginaria di eventi reali. Il giocatore assume il ruolo di un medjay di nome Bayek che lavora per proteggere il popolo dalle minacce. La storia racconta le origini della setta degli Assassini, che lottano per la pace promuovendo la libertà, e una società segreta — precursori dei Templari — che desiderano la pace attraverso l'imposizione dell'ordine.

## Contenuti scaricabili

### Gli Occulti
Gli Occulti è un'espansione basata sulla storia che mette in luce l'ascesa della confraternita degli Assassini. Essa è ambientata quattro anni dopo gli eventi del gioco principale e porta il giocatore nella nuova regione della penisola del Sinai, dove si dovrà "indagare uno scontro tra una fazione di ribelli e le forze romane occupanti". Oltre al nuovo capitolo della storia, Gli Occulti introduce una serie di nuovi elementi da sbloccare, tra cui vari abiti, vari set di armi eccellenti, due cavalcature e altre armi. L'espansione aumenta anche il livello del protagonista a 45.

### Discovery Tour
La patch 1.3 del gioco ad inizio 2018 ha implementato la modalità "Discovery Tour", permettendo ai giocatori di esplorare liberamente il mondo aperto senza obiettivi e intraprendere visite guidate che mettono in risalto gli aspetti della storia egiziana.
La nuova modalità didattica permette di scegliere tra free roaming il mondo dell'antico Egitto per saperne di più sulla sua storia e la vita quotidiana, o intraprendere visite guidate a cura di storici ed egittologi. Tuttavia, questo disabilita la trama, missioni secondarie, i conflitti con i nemici, i limiti di tempo e vincoli di gameplay. La modalità è disponibile dal 20 febbraio 2018. Discovery Tour: Ancient Egypt, tuttavia, è stato pesantemente criticato per disonestà intellettuale e deliberati revisionismo storico e inaccuratezza della società egiziana dell'epoca (come confermato dal narratore in-game "dietro le quinte"), mostrando un sistema scolastico ed educativo in cui le femmine in realtà erano tipicamente escluse ma nel gioco è invece di genere misto, sia maschi che femmine.

### La maledizione dei faraoni
La seconda espansione offre ai giocatori una missione completamente nuova, presso Tebe e la Valle dei Re, per indagare su un'antica maledizione che sta contagiando il luogo. La maledizione dei faraoni si concentra su famosi faraoni e creature mitologiche egiziane, per scoprire la causa della maledizione che ha portato alcuni faraoni deceduti a tornare in vita. Come Gli Occulti, l'espansione aggiunge anche nuovi strumenti e armi, a tema antica mitologia egiziana, il livello massimo aumenta a 55. La maledizione dei faraoni è stata pubblicata il 13 marzo 2018.

## Accoglienza
Assassin's Creed: Origins ha ricevuto recensioni principalmente positive da parte della critica. Il sito aggregatore di recensioni Metacritic ha assegnato un punteggio di 84/100 alla versione per Microsoft Windows, 81/100 a quella per PlayStation 4  e 85/100 alla versione per Xbox One.

## Sequel
Nel 2018 è uscito il seguito, Assassin's Creed: Odyssey, ambientato nell'antica Grecia ai tempi della guerra del Peloponneso. Sviluppato da Ubisoft Quebec, il gioco è stato rilasciato il 5 ottobre 2018 per Windows, PlayStation 4 e Xbox One.